# Haftbeschwerde
Die Haftbeschwerde ist ein Rechtsbehelf gegen den Haftbefehl.
Im Rahmen der Haftbeschwerde gem. § 304 StPO wird gerichtlich geprüft, ob die Voraussetzungen für die Aufrechterhaltung der Untersuchungshaft gem. § 112 StPO tatsächlich vorliegen oder ob der Beschuldigte aus der Haft entlassen werden kann. Sie kann jederzeit eingelegt werden und ist nicht an Fristen gebunden. Auch die wiederholte Einlegung ist zulässig. Das Rechtsmittel gegen die ablehnende Entscheidung auf die Haftbeschwerde hin ist die weitere Beschwerde. Zuständig ist dann in der Regel das Oberlandesgericht gem. § 310 StPO.
Die Haftbeschwerde kann gegen die Untersuchungshaft, gegen die Hauptverhandlungshaft und die Inhaftierung wegen des Strafvollzugs (auch bei Überhaft) eingelegt werden. Die Beurteilung des dringenden Tatverdachts, die das Gericht während laufender Hauptverhandlung vornimmt, unterliegt im Haftbeschwerdeverfahren jedoch nur in eingeschränktem Umfang der Nachprüfung durch das Beschwerdegericht. Denn allein das Gericht, vor dem die Beweisaufnahme stattfindet, ist in der Lage, deren Ergebnisse aus eigener Anschauung festzustellen und zu würdigen sowie auf dieser Grundlage zu bewerten, ob der dringende Tatverdacht nach dem erreichten Verfahrensstand noch fortbesteht oder dies nicht der Fall ist.
Umstritten ist, ob sich die Haftbeschwerde auch gegen Erzwingungshaft (nach herrschender Meinung möglich) oder (Ersatz-)Ordnungshaft (nach herrschender Meinung wohl nicht möglich) richten kann. Ihre verfassungsrechtliche Grundlage ist Art. 104 GG in Verbindung mit Art. 19 Abs. 4 GG.
Eine Haftbeschwerde ist gem. § 117 Abs. 2 S. 1 StPO nicht neben dem Antrag auf Haftprüfung zulässig, durchaus aber gegen die aufgrund der Haftprüfung ergangene Entscheidung. Die Zulässigkeit der Beschwerde ist allgemein in § 304 StPO geregelt. Statthaft ist sie gegen den jeweiligen Haftbefehl – auch wenn er noch nicht vollstreckt oder ausgesetzt ist. Die Haftbeschwerde kann sich auch gegen jede Änderungen oder Fortsetzung anordnende Entscheidung richten. Sie ist jedoch stets nur auf die zuletzt ergangene Entscheidung zu richten und darf nicht mit einer Bedingung versehen werden.
Beschwerdeberechtigt sind allein der betroffene Beschuldigte, dessen Verteidiger und die gesetzlichen Vertreter. Eine Frist zur Einlegung der Haftbeschwerde gibt es nicht, da es sich um eine einfache Beschwerde handelt. Die Haftbeschwerde muss auch nicht begründet werden. Die Begründung kann auf Fristsetzung des Gerichts wegen Art. 103 Abs. 1 GG auch nachgeholt werden, soweit sie angekündigt wurde.
Die Beschwerde ist nach § 306 StPO bei dem Gericht schriftlich (oder zu Protokoll der Geschäftsstelle) einzureichen, das die Entscheidung gefällt (ggf. den Haftbefehl erlassen) hat (Iudex a quo). Das Gericht beschließt dann im Abhilfeverfahren darüber und legt die Beschwerde dem nächsthöheren Gericht vor, wenn es der Beschwerde nicht abhelfen will.
Durch die Haftbeschwerde wird der Vollzug des Haftbefehls nicht gehemmt, da es sich um keinen suspensorischen Rechtsbehelf handelt. Allerdings kann im Einzelfall gemäß § 307 Abs. 2 StPO die Vollziehung – auch auf Antrag mit der Haftbeschwerde – ausgesetzt werden. Wird dem Antrag nicht gefolgt, ist dagegen wieder der Rechtsbehelf der einfachen Beschwerde gegeben (§ 304, § 310 StPO).
Die Entscheidung selbst ergeht regelmäßig nach Aktenlage. Eine mündliche Verhandlung ist nicht vorgeschrieben, allerdings ist ggf. Beweis zu erheben (§ 308 Abs. 2 StPO).